# قائمة تدقيق هير للاعتلال النفسي
قائمة تدقيق هير للاعتلال النفسي (بالإنجليزية: Hare Psychopathy Checklist)‏ أو كما يعرف ب(PCL-R) هي من أكثر الوسائل انتشاراً لتشخيص الإعتلال النفسي في علم النفس وعلم الجريمة. وهي قائمة تحتوي على عشرين من السمات الشخصية والتصرفات المسجلة قام بوضعها عالم النفس الكندي روبرت هير في السبعينيات من القرن العشرين.

## النموذج
كل من العشرين نقطة (سمة أو تصرف) مسجلة ضمن مقياس من ثلاثة نقاط, 0 ان كانت لا تنطبق, 1 ان كانت تنطبق بشكل جزئي, 2 ان كانت تنطبق بشكل كامل:
- الاندفاع والتهور.
- المراوغة والتلاعب بالاخرين.
- عظمة.
- عدم المسؤولية.
- الحاجة إلى النشاطات التي تؤدي إلى المتعة الزائدة والحماس.
- انعدام الندم (عدم القدرة على الشعور بتأنيب الضمير).
- انعدام المشاعر.
- الكذب المرضي.
- جاذبية سطحية.
- عدم القدرة على التمسك باهداف طويلة الامد.
- قابلية ارتكاب الجرائم.
- الانكار المستمر.
- مشاكل سلوكية مرتبطة بالطفولة.
- الحياة التطفلية.
- قدرة ضعيفة في التحكم بالنفس.
- الكثير من العلاقات قصيرة الامد (مع كلا الجنسين).
- حب ممارسة الجنس خارج العلاقات الزوجية أو العلاقات الحميمة.
- فشل الشخض في تقبل الافعال التي قام بها.
- جرائم الاحداث.
- سوابق امنية وخرق اطلاق السراح المشروط بعد الإفراج.

مجموع المعيار 40 نقطة، في الولايات المتحدة من يحصل على 30 نقطة فأكثر يعتقد ان لديه خصائص اعتلال نفسي, و25 نقطة في بريطانيا. بالطبع هذا المعيار لا يعتبر دقيق من ناحية التشخيص الشخصي، يجب ان يتم من قبل طبيب نفسي مختص.

## الإنتقادات
واجه مفهوم هير وقائمة التدقيق خاصته انتقادات عديدة. في عام 2010 كان هناك جدل بعد أن تبين أن روبرت هير كان قد هدد باتخاذ إجراءات قانونية أدت إلى توقف نشر مقال لمراجع من أقران عن PCL-R. يزعم هير أن المقالة المذكورة قد اقتبست منه بشكل غير صحيح. وقد ظهر المقال في نهاية المطاف بعد ثلاث سنوات. وزعم المقال أن قائمة تدقيق هير تعتبر بشكل خاطئ من قبل العديدين كتعريف أساسي للاعتلال النفسي، إلا أنها تغفل عوامل رئيسية من هذا الاعتلال وتجعل الإجرام كعامل مركزي لهذا المفهوم. وادعى الكتاب أن هذا يؤدي إلى مشاكل في التشخيص الزائد (overdiagnosis) وفي استخدام هذه القائمة المرجعية لضمان الإدانة.
كما تعرض مفهوم هير لانتقادات بأنه فقط ينطبق بطريقة ضعيفة إلى واقع العالم الحقيقي وأن هذه الطريقة تميل نحو الحشو. ويقال أيضا أنها تكون عرضة للتأثير الوصم والإفراط في التبسيط والاختزالية ولتجسيد خطأ الإسناد الأساسي ولا تولي اهتماماً كافياً للسياق والطبيعة الديناميكية للسلوك البشري.